# Tukevasaari
Tukevasaari är en ö i Finland. Den ligger i sjön Köyry och i kommunen Rovaniemi i den ekonomiska regionen  Rovaniemi ekonomiska region  och landskapet Lappland, i den norra delen av landet, 700 km norr om huvudstaden Helsingfors. Öns area är 1,1 hektar och dess största längd är 310 meter i öst-västlig riktning.